# Christinehamnsbladet
Christinehamnsbladet. Tidning för Östra Wermland som gavs ut från den 8 mars 1850  till den 30 juni 1854 i Kristinehamn.
Utgivningsbeviset för tidningen utfärdades för boktryckaren Pehr Elias Norman den 21 februari 1850. Tidningen gavs ut en dag i veckan, fredagar till 28 juni 1850 därefter på lördagar. Varje nummer hade 4 sidor i folioformat med tre spalter, satsyta 30,8 - 30 x 18,7 cm.  Prenumeration kostade 2 riksdaler 24 skilling banko 1850 och därefter 3 riksdaler banko, Tryckare var P. E. Norman. Som typsnitt användes antikva och frakturstil, .